# Псалом 15

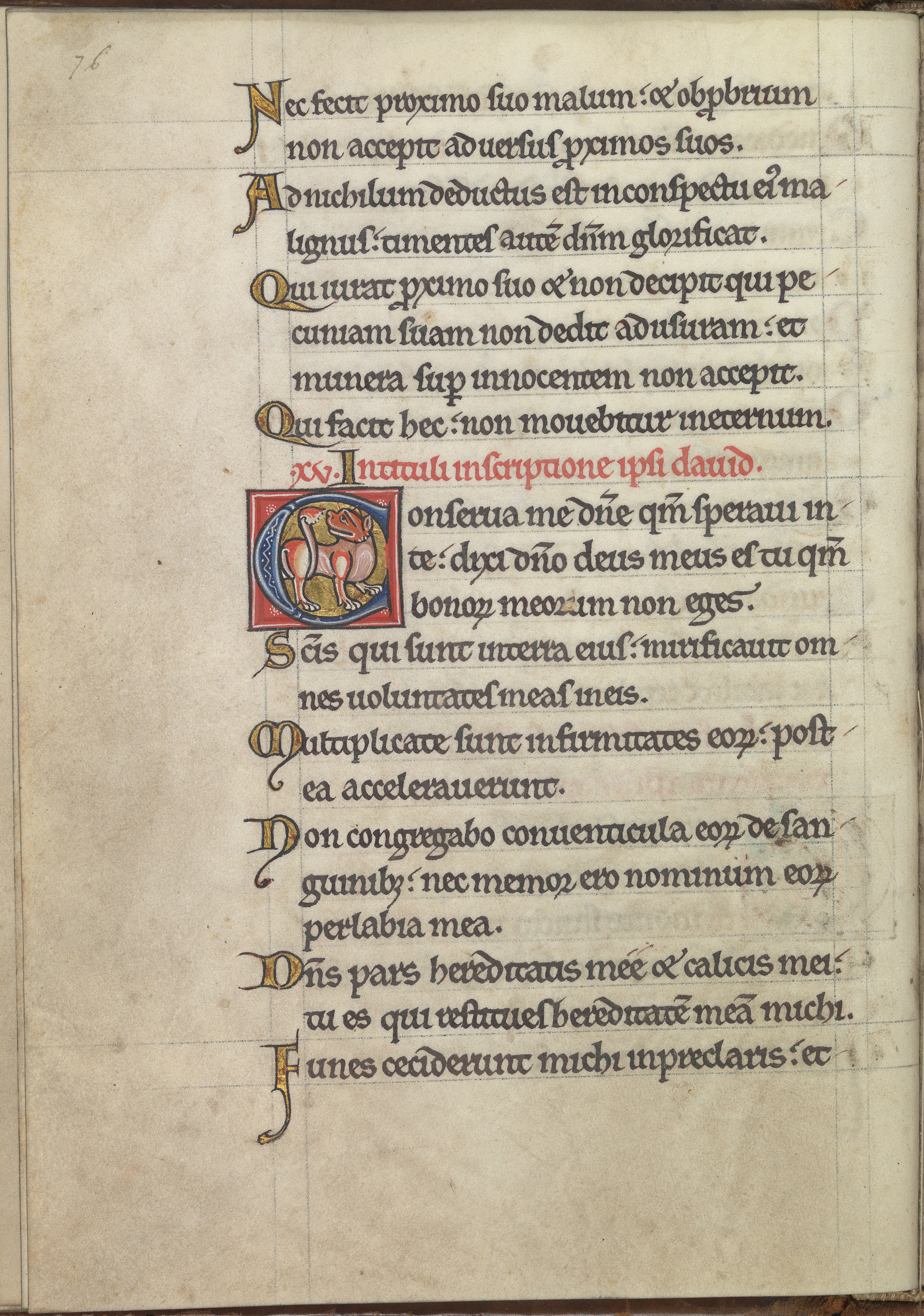
15-й псалом на листе из Псалтири Алиеоноры Аквитанской

Пятна́дцатый псало́м — 15-й псалом из книги Псалтирь (16-й в масоретской нумерации). Известен по латинскому инципиту Conserva me Domine, «Сохрани мя Господи».
Автором считают Давида. На древнееврейском языке надписан как «миктам Давиду», согласно Синодальному переводу «песнь Давида».
Основная тема этого псалма — упование на Господа. Неизвестно, что именно побудило Давида молить Господа о защите, но мысли о смерти в стихах 9—11 позволяют предположить, что он был недалеко от неё. Некоторые детали псалма позволяют предположить, что текст написан, когда Давид, скрываясь от Саула, оказался на службе у филистимлянского царя Анхуса (описано в главах 27—29 Первой книги Царств).
Христиане относят его к прообразовательным «мессианским» псалмам. В частности, псалом содержит пророчество о грядущем воскресении Мессии из мёртвых. Давид отразил в нём не только собственный опыт, поскольку не всегда в полной мере пребывал пред лицом Господним и не был до конца твёрд. И сам Давид, и его современники рассматривали этот псалом как идеал, которому только предстоит ещё осуществиться.

## Богословие

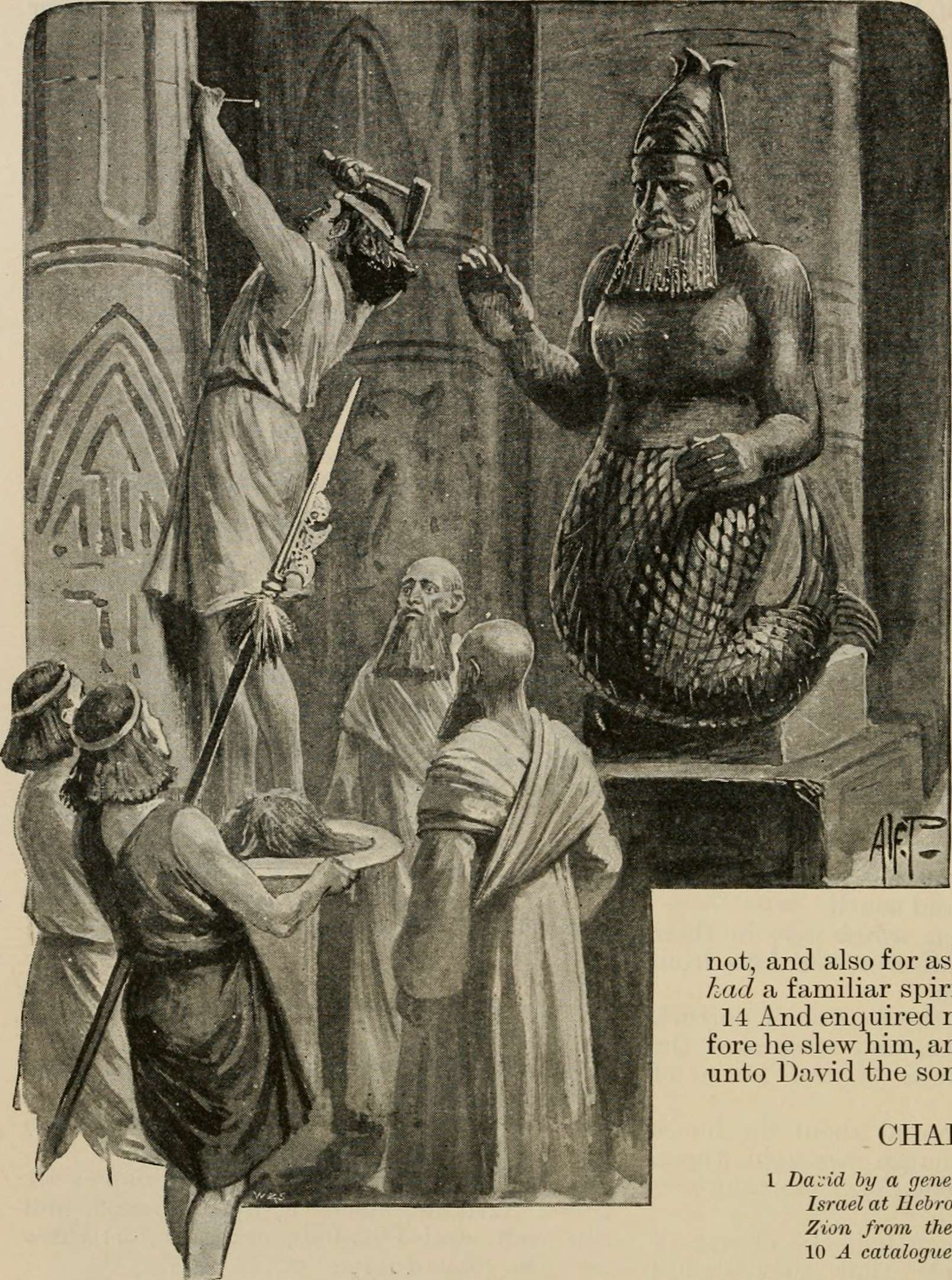
. На иллюстрации филистимляне и идол Дагона (с рыбьим хвостом)

### Стихи 1—8
Давид начинает псалом со слова упования на Господа и свидетельства своей веры («Ты — Господь мой»).
Стихи 3—4 наводят на мысль, что Давид вынужденно находится на чужбине, но стремится к своему народу. Он выражает свою неприязнь к язычникам (видимо, филистимлянам, см. введение), поклоняющихся чужому богу. Он не намерен молиться вместе с ними в их «кровавых возлияниях» (видимо, жертвоприношениях идолам) и не намерен молиться лжебогам («не помяну имён их устами моими»).
В стихах 5—6 Давид подтверждает намерение оставаться верным Господу, «держащему жребий» (то есть определяющему судьбу). Он воспевает такое несравненное «наследие», как Господь.
Возможно, во время пребывания в филистимском городе Секелаге, Давиду было некое откровение «вразумившее» его. Даже ночью он размышлял он думал об этом («учит меня внутренность моя»). Но Бог всегда с ним и даже на чужбине Давид не поколеблется в вере.

### Стихи 9—11
От уверенности, что даже на чужбине устоит он в вере, возрадовалось сердце Давида.
Апостолы Нового Завета трактовали 10-й стих применительно к Иисусу Христу, хотя Давид во время написания говорил как об одном из «святых», видимо, о себе. Он выражал уверенность, что душа его не останется в аду, а тело не увидит тления. Господь действительно дал прожить ему ещё годы, сохраняя его душу и тело от смерти и тления. Однако в конце концов, Давид умер, и, в отличие от Христа, тело его подверглось тлению. Именно этот аргумент и приводили апостолы, указывая на этот стих как пророчество о Христе. На основании этого христиане относят 8-й псалом к прообразовательным мессианским.
Последний, 11-й стих псалма близок по своему содержанию к 1-му и выражает упование на Господа.

### Цитирование псалма в Новом Завете

#### Деян. 2:24—32

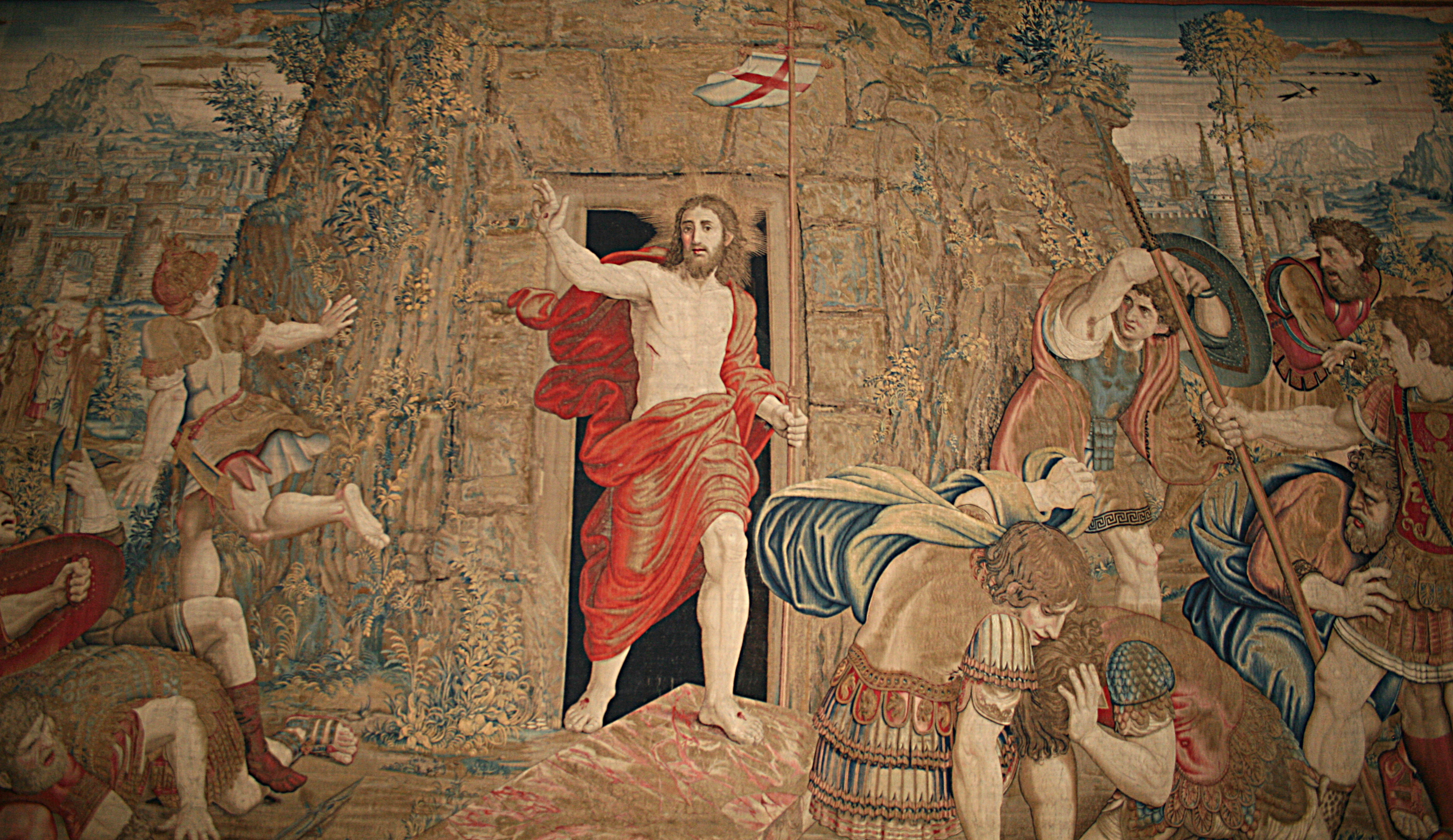

В отрывке Деян. 2:24—32, рассуждая о смерти Иисуса Христа, апостол Пётр цитирует Пс. 15:8—11. Здесь псалмопевец возвещает, что Бог восседает одесную от него, то есть на месте, где подобает быть помощнику. Таким образом Давид выражает уверенность, что враги не причинят ему вреда. Согласно традиционному толкованию, Давид говорит это не от себя, а от имени Мессии.
Далее Давид говорит, что его тело находится в безопасности. Он не страшится того, что его ждёт в будущем. Говоря, что Бог не оставит тело Давида в аду (буквально в шеоле, то есть могиле) и не даст увидеть тление, возможно, Давид выражал надежду, что Бог избавит его от смерти не вообще, а в ближайшее время.
Апостол Пётр, толкуя слова Давида по отношению к Иисусу, по сути даёт им другое звучание, не «не дашь мне умереть», а «не дашь мне оставаться мёртвым, когда я умру». Пётр напоминает, что Давид умер и истлел, однако Христос воскрес во плоти, Его гробница осталась пустой. Пророчество сбылось, душа Христа не осталась в аду и тело Его не увидело тления.
Пётр заявляет, что является вместе с другими учениками свидетелем воскресения Христа. Таким образом Пётр не пытается через использование 15-го псалма доказать воскресение Христа, но обращает внимание, воскресение Иисуса говорит, что Христос — истинный Мессия, обещанный Богом.

#### Деян. 13:35—37
В Деян. 13:35—37 ход рассуждения апостола Павла при использовании Пс. 15:10 схож с аргументами Петра во 2-й главе книги Дения святых апостолов. Различие заключается в целях использования псалма. Пётр показывал возвеличивание Христа как Мессии, в котором сбылись пророчества. А Павел подчёркивает, Христос вовек не увидит тления и потому навсегда остаётся спасителем для верующих в Него.

## Богослужебное использование
Православие
15-й псалом поют в чине утрени воскресной (всенощного бдения), в седмицы Великого поста, в Неделю Антипасхи до отдания Воздвижения Креста на утрене, после отдания Воздвижения Креста, до отдания праздника Богоявления, в праздник Благовещения Пресвятой Богородицы. Отдельные стихи псалма поют по разным случаям.
Иудаизм
15-й псалом поют на Слихот.
15:11 «Ты укажешь мне путь жизни: полнота радостей пред лицем Твоим, блаженство в деснице Твоей вовек» произносят на Хошанот в Хошана раба.
Католицизм
По уставу святого Бенедикта, 15-й псалом пели на Prima (в первый час, см. Литургия часов) в пятницу.

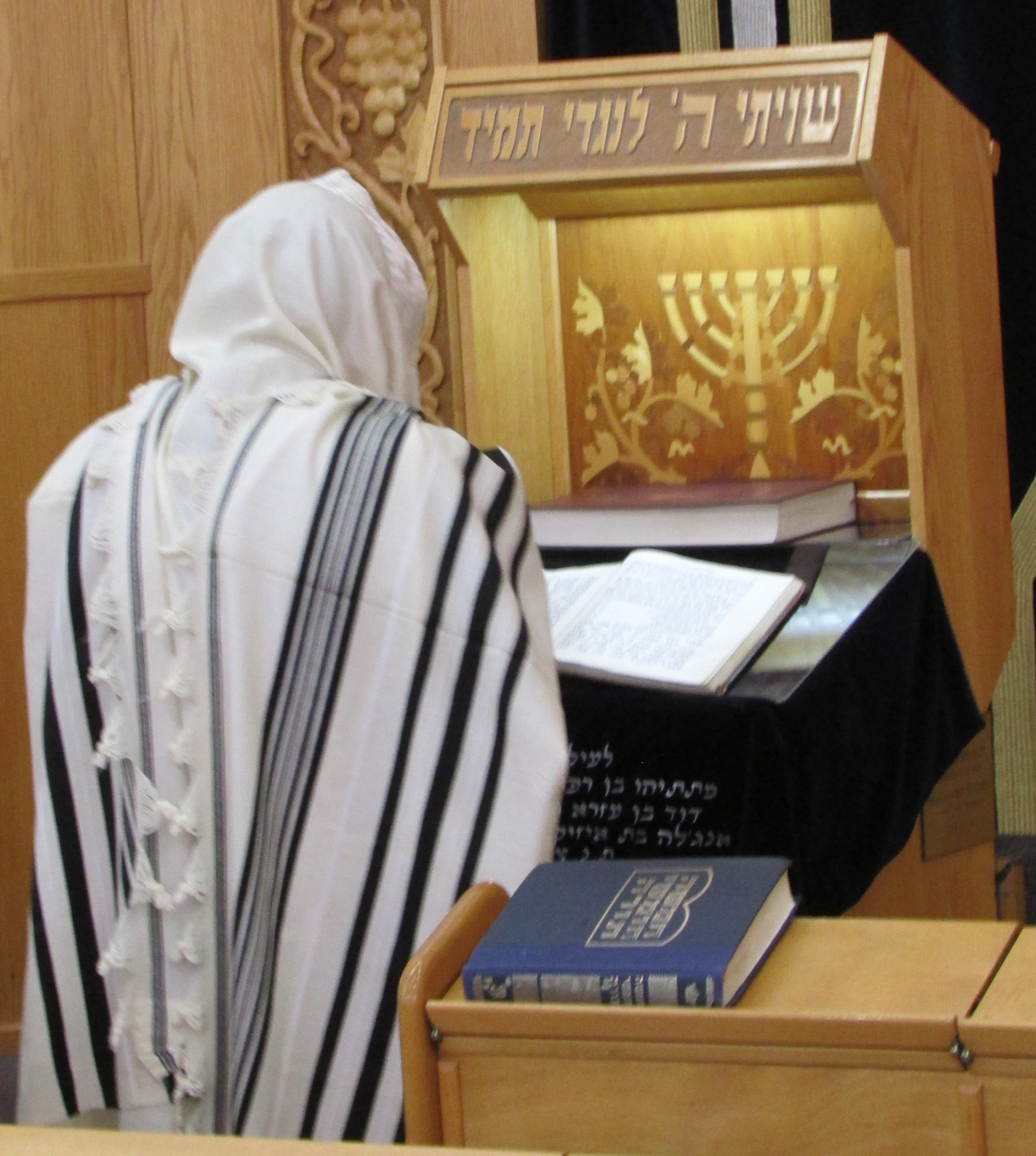
Шивити для молитвы. Сверху цитата:

## Мистицизм
Иудаизм
15-й псалом является одним из четырёх псалмов, стихи которых изображают семисвечник, и которые представляют собой амулеты. 15-й псалом в виде семисвечника используют для распознавания воров. 66-й псалом используют для исцеления болезней и защиты от врагов. 120-й псалом в виде семисвечника используют как амулет от сглаза. 90-й псалом в виде семисвечника используют от воздействия злых духов.
15-й псалом зачитывают для обнаружения вора, защиты от врагов, пробуждения разума.
Христианство
15-й псалом также зачитывают для обнаружения вора. Также читали при ордалиях.

## Комментарии
1. ↑  Миштам (מִכְתָּם‬) можно перевести как «золотая поэзия»[1]. Эта надпись подчёркивает важность содержания псалма[2].